# 日蘭協会
日蘭協会（にちらんきょうかい、英語: Japan-Netherlands Society）は、日本とオランダの関係に関する事項と、文化の相互理解の促進、両国民の友好親善関係の増進に寄与することを目的とする非営利の民間団体である。

## 沿革
日蘭協会は、1912年（大正元年）、大隈重信伯爵を会頭として発足した。1916年（大正5年）2月には、日本とイギリス領インドのあいだの商業会である日印協会（1903年設立）がインドネシアやベトナム等東南アジア地域を事業範囲に加えたため、日蘭協会は発展的に発展的に解消し、協会員は日印協会に吸収された。
1933年以降の日蘭会商で日蘭海運協定が成立し、1936年（昭和11年）ごろにはアムステルダム商業会議所会長のウィレム・エンゲルブレヒト などの申し出により、和蘭日本協会が再発足した。ただ、1941年1月にはオランダ領インドネシアの民主化運動指導者で親日派であったムハマド・タムリン議員が日本側スパイとして活動したという嫌疑をかけられ、勾留中に死亡するという事件もおきた。
現在の日蘭協会は、戦後の1954年に再度発足したものである。
法人会員は三菱UFJ銀行、三井住友銀行、博報堂、三菱重工業、清水建設、鹿島建設、パナソニック、アイリスオーヤマなど、41社（2025年4月現在）。

## 歴代会頭・会長

### 会頭
ナチスのオランダ占領前までの活動期間（1940年に協会の活動が停止）。
- 大隈重信 (1912年）
- E. D. ファン・ワルリー（E.D van Walree, 1938年） - 元駐日オランダ領事（1898年）。和蘭太平洋協会総裁[5][6]。

### 会長
- 伊藤述史 - 外務省
- 岡本季正 - 元駐オランダ日本大使
- 宮崎章 - 元駐オランダ日本大使
- 有吉義弥 - 日本郵船
- 色部義明 - 協和銀行
- 久米豊 - 日産自動車社長、日蘭協会会長に就任
- 大西實 - 富士写真フイルム会長
- 古森重隆 - 富士写真フイルム社長
- 後藤禎一 - 富士フイルムホールディングス社長（2025年現在）

### 名誉総裁
- 三笠宮崇仁親王
- 秋篠宮文仁親王（2025年現在）

### 名誉会長
- ヒルス・ベスホー・プルッフ - 駐日オランダ王国大使（2025年現在）